# Ralph Beerkircher
Ralph Beerkircher (* 1967; † 5. März 2024 in Köln) war ein deutscher Jazzgitarrist, Komponist und Musikvermittler.

## Werdegang
Beerkircher studierte klassische Gitarre und Jazzgitarre an der Hochschule für Musik Köln. Er war an verschiedenen Rundfunk- und CD-Produktionen u. a. mit Gerry Hemingway, Steven Bernstein, Céline Rudolph, Michael Heupel, Moritz Eggert und Sebastian Hess beteiligt. Die Verschmelzung von Elementen des Jazz (und hier zusätzlich von osteuropäischer Folklore) mit Neuer Musik stand im Zentrum der Arbeit mit der Gruppe Novotnik 44 (Udo Moll, Annette Maye, Nicolao Valiensi, Thomas Gier und Dirk-Peter Kölsch). Mit der eigenen Band, dem Ralph Beerkircher Quartett (mit Claudius Valk, Volker Heinze und Roland Höppner), nahm er 2001 die CD Morphin auf. Mit dem Quartett SchiiiiK (Stephan Meinberg, Michael Thieke und Christian Thomé) gewann er im Jahr 2004 den jazzart 2 Wettbewerb. Aus dieser Band formierte sich dann mit Meinberg und Thome das Trio Arnie Bolden, das im Jahr 2009 die CD Diving bei metarecords veröffentlichte. 2008 erschien bei jazzhausmusik die CD Nervous Meditation der Band Ensemble HKS mit Christof Thewes, Robert Landfermann und Dirk-Peter Kölsch. Er war Mitglied im Matthias Broede Chamber Trio und arbeitete im Duo mit dem Pianisten und Komponisten Peter Fulda.
Mit dem Gitarristen Frank Wingold gründete er das Duo shraeng, das sich insbesondere der Aufführung Neuer Musik von u. a. Karlheinz Stockhausen, John Cage und Moritz Eggert widmete. Ab 2013 spielte er zusammen mit Tobias Hoffmann im Peter Kahlenborn Trio. Hier wurde 2016 bei 8.3 musik die CD Vesica Pisces veröffentlicht. Mit Axel Lindner gründete Beerkircher das akustische Quartett Lindner/Werner/Beerkircher/Landfermann. Im Februar 2024 veröffentlichte er das bereits 2021 aufgenommene Album NoHum.
Als Dozent wirkte er mehr als 20 Jahre an der Offenen Jazz Haus Schule Köln. 
Ralph Beerkircher starb am 5. März 2024 in einem Kölner Hospiz.